# G. M. Trevelyan
George Macaulay Trevelyan (Stratford-upon-Avon, 16 de fevereiro de 1876 - Cambridge, 21 de julho de 1962) foi um historiador inglês. Trevelyan é considerado por alguns como um dos historiadores britânicos que mais contribuiu para a compreensão da historiografia como uma variante da literatura.

## Biografia
Trevelyan era o terceiro filho de Sir George Otto Trevelyan, 2º Baronete, e sobrinho-neto de Thomas Babington Macaulay, cujos firmes princípios liberais Whig ele adotou em obras acessíveis de narrativa literária, evitando uma análise conscientemente desapaixonada, que se tornou antiquada durante sua longa e carreira produtiva. Sendo educado em Harrow e no Trinity College, em Cambridge, defendeu sua tese em 1898, intitulada A Inglaterra à época de Wiclif.  O notável historiador E.H. Carr considerou Trevelyan um dos últimos historiadores da tradição Whig.
Em sua trajetória acadêmica, o historiador estabeleceu contato com pensadores como Bertrand Russell e Lord Acton. Trevelyan atuou numa época em que a pesquisa histórica em Cambridge estava dominada pelo método crítico de produção historiográfica, sustentado por historiadores como John Bagnell Bury, que sintetizou a perspectiva na frase: "A História é uma ciência, nada mais, nada menos". Contrário a esta visão, Trevelyan abandona Cambridge e continua seus estudos em Londres, retornando apenas em 1927, quando vem a substituir John Bury na cátedra de História Moderna da Universidade de Cambridge.
Muitos de seus escritos promoveram o Partido Whig, um aspecto importante da política britânica do século XVII a meados do século XIX, e seu sucessor, o Partido Liberal. Whigs e liberais acreditavam que as pessoas comuns tinham um efeito mais positivo na história do que a realeza e que o governo democrático traria um progresso social estável.
A história de Trevelyan é engajada e partidária. De sua trilogia Garibaldi, "cheia de preconceito", ele comentou em seu ensaio "Viés na História", "Sem preconceito, eu nunca deveria tê-los escrito. Pois fui movido a escrevê-los por uma simpatia poética com as paixões de os patriotas italianos do período, que eu compartilhei retrospectivamente".

## Obras
- England in the Age of Wycliffe, 1368–1520 (1899).[9] Seu primeiro livro, baseado em sua tese de doutorado. O título deste trabalho é um tanto enganador, pois se concentra apenas nas condições políticas, sociais e religiosas da Inglaterra durante os últimos anos da vida de Wycliffe . Seis dos nove capítulos são dedicados aos anos de 1377-1385, enquanto os dois últimos tratam da história dos lolardos de 1382 até a Reforma. O trabalho é crítico do catolicismo romano em favor de Wycliffe.[10]
- England Under the Stuarts (1904).[11] Abrange 1603 a 1714.[12]
- The Poetry and Philosophy of George Meredith (1906).
- Garibaldi's Defence of the Roman Republic (1907). Este volume marca a entrada de um novo historiador estrangeiro no campo do Risorgimento italiano , um período muito negligenciado, ou, indignamente tratado, fora da Itália.[13]
- Garibaldi and the Thousand (1909).[14]
- Garibaldi and the Making of Italy (1911). ISBN 978-1-84212-473-4[15]
- The Life of John Bright (1913).[16]
- Clio, A Muse and Other Essays (1913).[17]
- Scenes From Italy's War (1919).[18]
- The Recreations of an Historian (1919).
- Lord Grey of the Reform Bill (1920).
- British History in the Nineteenth Century, 1782–1901 (1922).[19]
- Manin and the Venetian Revolution of 1848 (1923).[20]
- History of England (1926; 3rd edition, 1945).[21]
- Select Documents for Queen Anne's Reign, Down to the Union with Scotland 1702-7 (ed., 1929)
- England Under Queen Anne (3 vols.) (1930–4)[22] His magnum opus in 3 volumes: "Blenheim" (1930), "Ramillies and the Union with Scotland" (1932), "Peace and the Protestant Succession" (1934).
- Sir George Otto Trevelyan: A Memoir (1932).
- Grey of Fallodon (1937).
- The English Revolution, 1688–1689 (1938).[23] Retrata James II como um tirano cujos excessos levaram diretamente à Revolução Gloriosa , tornando-se uma obra padrão.
- A Shortened History of England (1942).[24]
- English Social History: A Survey of Six Centuries: Chaucer to Queen Victoria (1942 US and Canada, 1944 UK). ISBN 978-0-582-48488-7.[25] Publicado durante os dias mais sombrios da Segunda Guerra Mundial, pintou um quadro nostálgico do glorioso passado da Inglaterra como o farol da liberdade e do progresso, despertando sentimentos patrióticos e tornando-se seu livro mais vendido, também seu último grande livro de história.
- Trinity College: An Historical Sketch (1943). ISBN 0-903258-01-3
- History and the Reader (1945).
- An Autobiography and Other Essays (1949). ISBN 0-8369-2205-0
- Carlyle: An Anthology (1953).
- A Layman's Love of Letters (1954).